# Teka Stańczyka
Teka Stańczyka – pamflet polityczny, drukowany przez „Przegląd Polski” w 1869, wydany w Krakowie w 1870 r.
Autorami Teki Stańczyka byli: Józef Szujski, Stanisław Tarnowski, Ludwik Wodzicki i Stanisław Koźmian. Składa się z 20 listów, pisanych przez fikcyjne postacie: Poloniusza, Szambelana, Sycyniusza – trybuna, Brutusika – ex ministra, Liberiusza Bankrutowicza, Aldonę – kobietę polityczną, Napoleona Bałamuckiego – posła, Ignorancjusza – uczonego, Sprycimira – dziennikarza. Korespondencja dotyczy aktualnych wydarzeń politycznych. Listy pisane są z fikcyjnych miejscowości: Chaopolis – Wiedeń, Tygrysów – Lwów, Gawronowo – Kraków. Teka miała charakter prewencyjnej satyry politycznej w Galicji.
Jej autorzy głosili poglądy oparte na lojalizmie wobec zaborcy austriackiego: „z głębi naszych serc oświadczamy, że przy Tobie, Najjaśniejszy Panie, stoimy i stać chcemy”.